# Босна (блюдо)
Босна (нем. Bosna) — блюдо, популярное в Австрии и Германии на основе сосиски братвурст, белого хлеба и острых соусов. Босна похожа на американский хот-дог, но отличается ярким острым и пряным вкусом. Лингвист Хайнц Дитер Поль объясняет название «босна» тем, что в Австрии прилагательное «боснийский» ассоциируется в первую очередь с острыми и пряными блюдами.

## История
Автором рецепта принято считать болгарина Занко Тодорова, жившего в Зальцбурге. В 1949 году Тодоров установил печь в зальцбургской пивоварне Augustiner Bräu, где начал продавать хот-дог с подкопченной и зажаренной на гриле сосиской по собственному рецепту. Это блюдо быстро стало популярным в Зальцбурге, и уже в 1950 году Тодоров открыл свой собственный магазин Balkan Grill в историческом районе Зальцбурга на улице Гетрайдегассе (Getreidegasse).
Изначально новое блюдо называлось «наданица» (Nadanitza). На своем новом магазине Тодоров решил поместить вывеску со словом Bosa, но художник, выполнявший заказ, совершил ошибку и написал Bosna. Так как изначальное название блюда было труднозапоминаемым для австрийцев, а слово босна в контексте кулинарии ассоциируется с острым и пряным вкусом, вскоре новый зальцбургский хот-дог стал известен под названием «босна».
По другой версии босна появилась в Линце в 1974 году. Автором рецепта называют югослава Петара Радисальевича (Petar Radisaljević), который посещал Зальцбург и скорее всего перевёз рецепт в другой город.

## Ингредиенты
Босна состоит из обжаренной сосиски братвурст, белого хлеба (разрезанного вдоль) и острого соуса из горчицы, лука и карри. Часто горчица заменяется или разбавляется кетчупом. В соус также добавляют чили или кайенский перец.
Хлеб поджаривается в духовке или на гриле, после чего в разрез помещается сосиска и соус.

## Варианты
Размеры босны и точный рецепт разнятся в каждой сосисочной, но все они делятся на несколько типов:
- маленькая босна — готовится из одной сосиски;
- средняя босна — готовится из двух сосисок;
- большая босна — готовится из трех маленьких или одной большой сосиски;
- Зайльбосна (Seilbosna, от нем. Seil — канат и Bosna) — сосиска обжаривается до коричневой или чёрной хрустящей корочки, а в соус добавляется больше специй.

Другие варианты рецепта:
- Кафка[6]: вместо сосиски братвурст используется кезекрайнер;
- Чёртова босна (Teufelbosna): в соус добавляются кусочки свежего чили;
- Чесночная босна (Knoblauchbosna): вместо обычного соуса из горчицы используется чесночный соус;
- Сырная босна (Käsebosna): с добавлением расплавленного сыра;
- Ягуар: обжаренная свиная колбаса и маринованный лук кладутся в поджаренную булочку, сверху все посыпается смесью из пряных и острых специй и обмазывается пикантным соусом. Этот вид особенно популярен в Аугсбурге;
- Аугсбургская босна: практически не отличается от ягуара. Соус и специи не острые, а булочка не поджаривается;
- Кржечек (Krecek)[7]: вместо братвурст используется бернская колбаса.